# Альфа (баллистическая ракета)
Альфа (итал. Alfa) — баллистическая ракета средней дальности, разработанная в Италии в 1970-х годах. Является баллистической ракетой с ядерной боеголовкой из плутония.

## История разработки

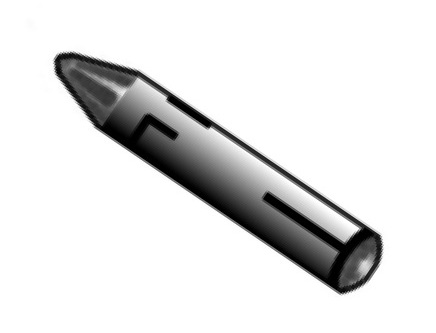
Ракета Альфа компании Aeritalia.

28 ноября 1957 года правительства Франции, Италии и Западной Германии подписали секретное соглашение, чтобы обеспечить себя общим средством ядерного сдерживания. Это соглашение было отклонено президентом Франции Шарлем де Голлем после его избрания, поскольку он решил обеспечить Францию собственным независимым ядерным арсеналом. В начале шестидесятых годов XX века Италия оказалась в окружении стран, которые стремились создать собственное ядерное оружие. Югославия и Социалистическая республика Румыния начали самостоятельно разрабатывать собственное ядерное оружие и сотрудничали друг с другом в разработке нового истребителя-бомбардировщика СОКО J-22 Орао, предназначенного для использования ядерного оружия. 23 декабря 1958 года правительство нейтральной Швейцарии также приняло решение оснастить свои вооружённые силы ядерным оружием.
В 1957 году итальянский ВМФ приступил к работам по переоборудованию лёгкого крейсера «Джузеппе Гарибальди» в ракетный корабль. Во время работ по переоборудованию, проведённых в военно-морском арсенале в Специи, было решено установить в специальной кормовой рубке четыре пусковых шахты для баллистических ракет типа Поларис, оснащённых ядерными боеголовками. Ракетный крейсер «Гарибальди» вернулся в строй в 1961 году, начав испытания пусковых шахт, за которыми последовали испытательные пуски макетов ракет как на неподвижном корабле, так и в плавании. Первый пуск макета баллистической ракеты был осуществлён 31 августа 1963 года в заливе Специя. Несмотря на то, что все проведённые испытания дали положительные результаты, ракеты Поларис никогда не поставлялись Италии правительством США по политическим причинам, препятствовавшим их запланированной продаже. 5 января 1963 года правительство США сообщило, что в соглашениях, достигнутых с Советским Союзом после Карибского кризиса, было решено вывести баллистические ракеты средней дальности PGM-19 «Юпитер» с итальянской и турецкой территорий. Впоследствии это решение было одобрено итальянским правительством, и 36-я авиационная бригада стратегического назначения, вооружённая американским ядерным оружием, была официально распущена 21 июня 1963 года. В качестве альтернативы итальянское правительство решило начать собственную ядерную программу.
В декабре 1964 года генерал Паоло Мочи обратился к тогдашнему начальнику штаба обороны генералу Альдо Росси с просьбой разрешить начать создание национальных средств ядерного сдерживания. Генерал Росси дал своё общее разрешение, рекомендуя сохранить в строжайшей секретности эту инициативу. Генерал Мочи провёл многочисленные переговоры с ведущим итальянским ракетным экспертом того времени, профессором Луиджи Брольо, благодаря которому Италия стала космической державой. Учитывая экономические возможности страны, эти переговоры привели к идее создания ракеты с дальностью действия 3000 километров, имеющей возможность поразить всю Европу и Северную Африку, с ядерной боеголовкой массой 2,5 килограммов плутония. Запланированное строительство 100 ракет имело бы стоимость, равную стоимости линейки новых истребителей-бомбардировщиков Lockheed F-104 Starfighter.
В то время правительство США уделяло приоритетное внимание нераспространению ядерного оружия и требовало, чтобы Италия подписала договор. Советский Союз сделал ликвидацию Многосторонних ядерных сил НАТО одним из предварительных условий своего присоединения к Договору о нераспространении ядерного оружия, который был подписан 1 июля 1968 года США, Великобританией и Советским Союзом. Ни Швейцария, ни балканские страны, ни Италия не ратифицировали его немедленно. Швейцарское правительство присоединилось к договору в 1969 году, а правительства Югославии и Румынии ратифицировали его к марту 1970 года. Западные спецслужбы в своих сообщениях указывали, что даже после подписания договора Югославия всё ещё разрабатывала ядерное оружие в институте «Винча», расположенном в Белграде.
На основании этих отчётов итальянское правительство решило принять соответствующие меры для создания независимых средств ядерного сдерживания. В 1971 году военно-морской флот начал разработку баллистической ракеты средней дальности отечественного производства. Эта ракета должна была устанавливаться на подводные лодки и надводные корабли, но позже было решено сделать и наземный способ базирования на пусковых установках.
Основную работу (общая конструкция и корпус) выполнила компания Aeritalia. Ракетный двигатель был разработан компанией SNIA-BPD Spazio, бортовая электроника компанией Sistel, а наземная система контроля и управления компанией Selenia. Другими более мелкими фирмами, включёнными в программу, были SNIA-Viscosa, Laben-Montedel (огневой пункт), Mupes (стартовая площадка) и Motofides/Whitehead.

## Техническая часть

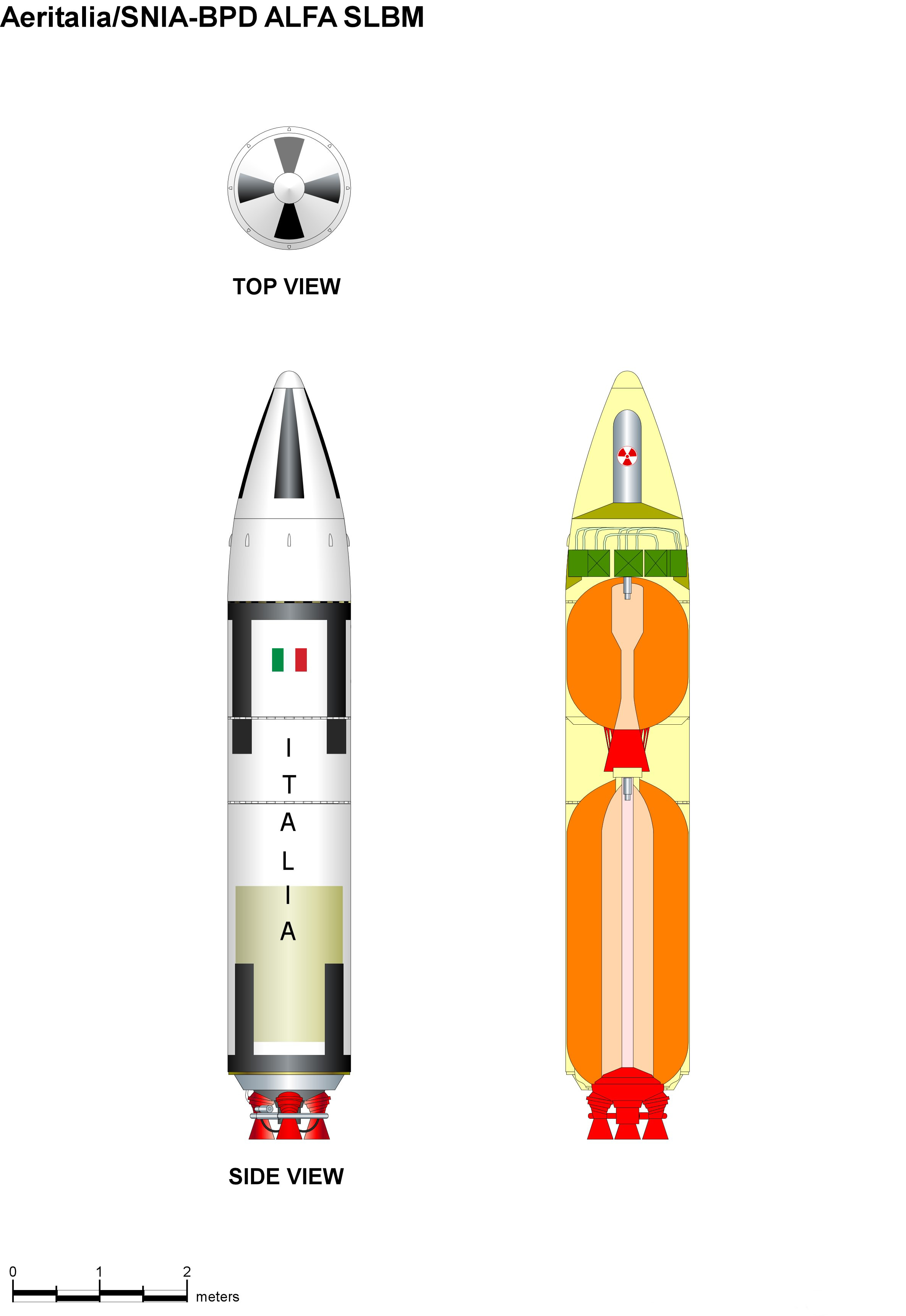
Ракета Альфа в разрезе.

В проекте «Альфа» была разработана двухступенчатая ракета на твёрдом топливе. Для боевого применения предусматривалась система холодного пуска, в которой давление газа использовалось для выброса ракеты из пускового контейнера. Двигатели первой ступени запускались только тогда, когда ракета полностью вылетала из пусковой шахты.
Первая ступень имела длину 3,845 метра и весила 6 959 килограммов, из которых 6050 килограммов составляло твёрдое топливо (состоявшего на 12 % из алюминия, на 15 % из связующего вещества и на 73 % из перхлората аммония.) произведённого по лицензии компании «Рокетдайн». Двигатель первой ступени имел четыре форсунки из углеродного волокна с карданом и был покрыт графитом. Двигатель гарантировал взлётную тягу примерно 25 тонн (250,00 кН) в течение 57 секунд. Вторая ступень весила 950 кг.
Ракета на старте весила 10,695 тонн, имела длину 6,5 метров и дальность действия около 1 600 километров, которая уменьшалась до 1 000 км при установке боеголовки массой 1 тонну. Ракета могла нести термоядерную боеголовку мощностью 1 мегатонн. Инерционная система наведения была предоставлена французской компанией SAGEM и включала центральный блок Type E 38 с плавающими гироскопами.

## Испытания ракеты
В период с декабря 1971 года по июль 1973 года на заводе BPD Spazio в Коллеферро были проведены различные испытания двигателя. Двигатель первой ступени испытывался одиннадцать раз в статических испытаниях с декабря 1973 по январь 1975 года на полигоне «Коттрау» ВМС Италии, расположенном в Специи. Первый опытный пуск ракеты, оснащённой второй инертной ступенью, был произведён с полигона в Сальто-ди-Квирра на Сардинии 8 сентября 1975 года в 17:00. Ракета достигла высоты 110 километров, после чего упала примерно в шестидесяти километрах от полигон. Ещё две ракеты были запущены из Сальто-ди-Квирра, вторая — 23 октября 1975 года, а третья и последняя — 6 апреля 1976 года. Все пуски увенчались успехом.
Разработка ракеты Альфа, стоившая шесть миллиардов лир, была остановлена на этом этапе, когда Югославия отказаласть от своей ядерной программы. Под давлением Соединённых Штатов Италия подписала Договор о нераспространении ядерного оружия 2 мая 1975 года, в то время как Швейцария ратифицировала договор и окончательно завершила свою ядерную программу в 1977 году. Ракета Альфа могла нести одну боеголовку весом в тонну на расстояние 1 600 километров, расстояние достаточное для поражения Москвы и других целей в европейской части России при запуске из Адриатического моря. Опыт, полученный в ходе разработки, использовался при создании последующих итальянских твердотопливных ракет, включая ракету-носитель Вега.

## Сохранившиеся экземпляры
Одна готовая ракета Альфа в настоящее время находится на авиабазе Камери в провинции Новара. Макет ракеты выставлен на открытом воздухе в Историческом музее ВВС в Винья-ди-Валле, Рим.